# Kiwalik (rivière)
Pour le village homonyme, voir Kiwalik.

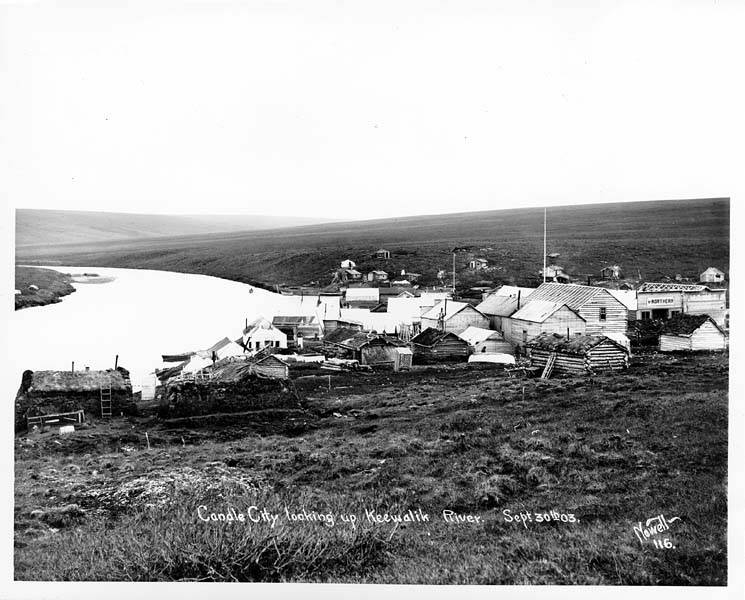
La Kiwalik à Candle en septembre 1903, photographiée par Frank H. Nowell (1864-1950).

La Kiwalik est un cours d'eau d'Alaska, aux États-Unis, situé dans le borough de Northwest Arctic.

## Description
Longue de 58 milles (93 km), elle coule en direction du nord-ouest pour rejoindre Mud Creek, à 55 milles (89 km) de Haycock.
Elle a été référencée par l'amirauté britannique en 1880 sous le nom Kee-wa-lik.

## Sources
- (en) « Kiwalik (rivière) », Geographic Names Information System